# Чоучила
Чоучила (на английски: Chowchilla) е град в окръг Мадейра, щата Калифорния, САЩ. Чоучила е с население от 18 558 жители (по приблизителна оценка от 2017 г.) и обща площ от 18,4 km². Намира се на 73 m надморска височина. ЗИП кодовете му са 93 610, а телефонният му код е 559.